# Serral de les Onze
El Serral de les Onze és una serra situada al municipi de Santa Margarida de Montbui a la comarca de l'Anoia, amb una elevació màxima de 622 metres.